# Виттек, Роберт
Ро́берт Ви́ттек (словац. Róbert Vittek; род. 1 апреля 1982, Братислава) — словацкий футболист, нападающий. Выступал в сборной Словакии. Автор первого гола сборной Словакии на чемпионатах мира.

## Карьера

### Клубная
Карьеру Виттек начинал в 1999 году в братиславском «Словане», с которым трижды финишировал в тройке чемпионата и один раз дошёл до финала кубка страны, но никаких титулов так и не добился. В начале сезона 2003/04 перешёл в клуб Второй Бундеслиги Германии «Нюрнберг», в первом же своём сезоне выйдя с ним в Первую Бундеслигу. Кубок Германии сезона 2006/07 стал единственным трофеем Виттека в составе немецкой команды, в следующем сезоне команда вылетела из Бундеслиги, после чего он перебрался во французский «Лилль». Отыграв полтора сезона во Франции, Роберт перешёл на правах аренды в турецкий «Анкарагюджю». По истечении арендного соглашения контракт Виттека был выкуплен за 2,1 млн евро.

### В сборной
За сборную Виттек провёл 78 матчей, в которых забил 23 мяча. Наиболее известен двумя голами в ворота сборной Италии на чемпионате мира 2010 года в ЮАР, которые принесли словакам победу над действующими чемпионами мира в решающем матче группового этапа (3:2).

## Достижения
Командные
«Нюрнберг»
- Победитель Второй Бундеслига: 2004
- Обладатель Кубка Германии: 2007

«Слован»
- Чемпионат Словакии: 2014
- Обладатель Кубка Словакии: 2018

Личные
- Футболист года в Словакии: 2006
- Рекордсмен сборной Словакии по количеству голов на чемпионатах мира: 4 гола